# Таблички от Ебла
Табличките от Ебла или Архивът на Ебла са клинописни текстове, открити през 1974 г. от италианска експедиция под ръководството на Паоло Матие (Paolo Matthiae) при разкопките на хълма Тел Мардик, които са водени непрекъснато от 1964 г.
Колекцията се състои от 15 хил. клинописни таблички. Те са писани на първия засвидетелстван писмено западносемитски език – еблаитски. Този език е определян и като палеоханаански и е датиран в годините 2400 – 2250 пр.н.е. Това са най-древните семитски текстове – виж и Corpus Inscriptionum Semiticarum.
Тези текстове засягат административния, правния и икономически живот на Ебла, като разкриват една сравнително пълна картина обществения живот и култура на един от най-големите градове по това време в света и в частност - в Плодородния полумесец. От текстовете става ясно, че Ебла е имала около 200 хил. жители, което ще рече че е била един сравнително голям град дори за съвременните мащаби. Третият цар на Ебла се е казвал Ебрум, което напомня библейския праотец на семитите – Ебер.
Царят на Ебла е носел титлата „мелек“ за последно засвидетелствана в ранния Пунически Картаген. В Ебла имало два вида прорицатели – махху и наби, като от последните произлиза и еврейското нави.
Клинописните текстове са разчетени благодарение на намерените еблаитски речници на шумерски и палеоханаански от италианския професор Джовани Петинато. Табличките се съхраняват в сирийските музеи на Дамаск, Халеб и Идлиб.
Архивът на Ебла хвърля светлина от „обратната страна на Луната“ върху библейската археология и семитология и още преди публикуването на текстовете предизвиква най-голямата научна сензация от края на 20 век.